# Port lotniczy Canton
Port lotniczy Canton (ICAO: CIS, ICAO: PCIS) – port lotniczy położony na atolu Kanton, w Kiribati.